# امپراتوری‌ای که خورشید در آن هرگز غروب نمی‌کند

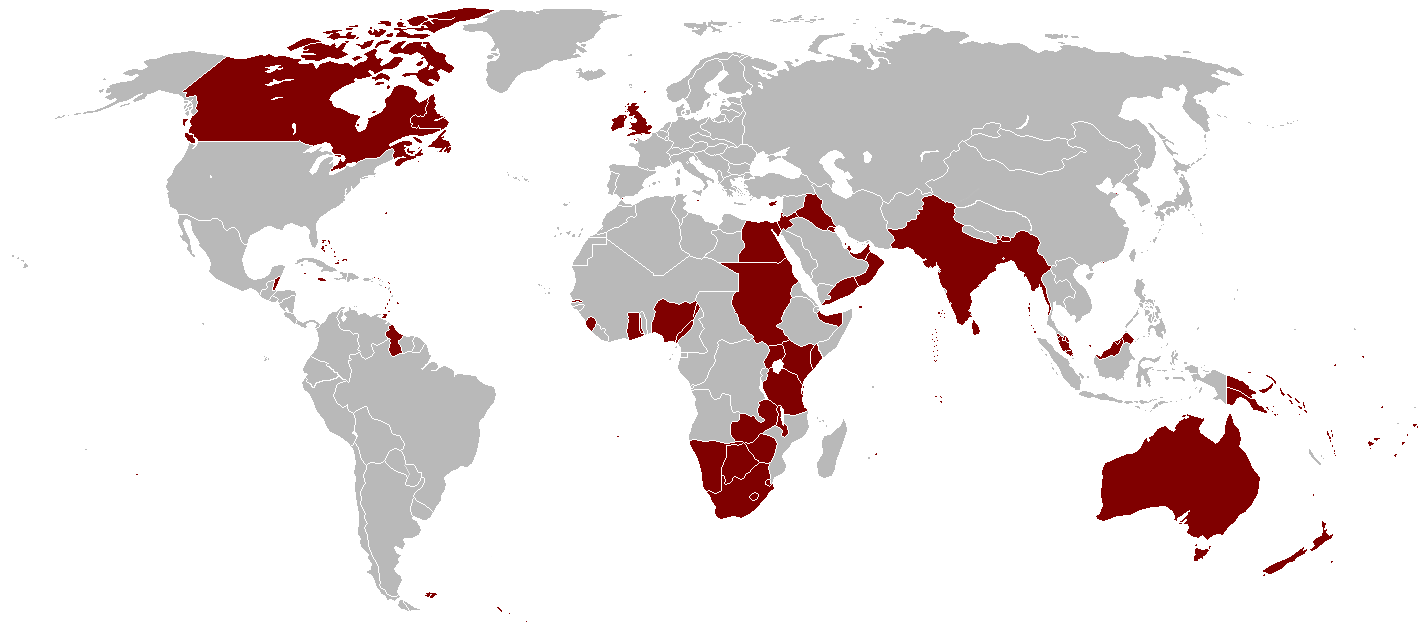
امپراتوری‌ای که خورشید در آن هرگز غروب نمی‌کند

عبارت «امپراتوری‌ای که خورشید در آن هرگز غروب نمی‌کند» یا عباراتی مشابه، برای توصیف امپراتوری‌های معینی در سطح جهان به کار رفته‌است که آنچنان پهناور بودند که خورشید همواره حداقل بر یک بخش از قلمروشان می‌تابید.
این عبارت در سده‌های شانزدهم و هفدهم میلادی برای اشاره به امپراتوری اسپانیا و در سدهٔ نوزدهم و اوایل سدهٔ بیستم برای اشاره به امپراتوری بریتانیا به کار می‌رفت. در سدهٔ بیستم، این استعاره (معمولاً بدون به کار بردن واژهٔ «امپراتوری») برای اشاره به ابرقدرت آمریکا تغییر معنا داد.
گئورگ بوخمان منشأ این ایده را در تاریخ هرودوت در سخنانی از خشایارشا که پیش از تهاجم به یونان ایراد کرده بود، ردیابی کرده‌است.